# Filip Milojevic
Filip Milojevic (* 9. Februar 2005 in Feldkirch) ist ein österreichischer Fußballspieler.

## Karriere

### Verein
Milojevic begann seine Karriere beim SC Tisis. Im September 2012 wechselte er in die Jugend des FC Blau-Weiß Feldkirch. Zur Saison 2019/20 kam er in die AKA Vorarlberg, in der er fortan sämtliche Altersstufen durchlief. Zur Saison 2022/23 wechselte er nach Deutschland zu den A-Junioren von Bayern 04 Leverkusen.
Nach zwei Spielzeiten im Ausland kehrte Milojevic zur Saison 2024/25 nach Vorarlberg zurück und wechselte zum Bundesligisten SCR Altach, bei dem er einen bis 2027 laufenden Vertrag erhielt. Sein Debüt in der Bundesliga gab er im August 2024, als er am ersten Spieltag jener Saison gegen die WSG Tirol in der 78. Minute für Oliver Strunz eingewechselt wurde.

### Nationalmannschaft
Milojevic debütierte im April 2022 für die österreichische U-17-Auswahl. Im März 2023 spielte er erstmals im U-18-Team, für das er insgesamt zweimal zum Zug kam. Zwischen September 2023 und März 2024 kam er zu sechs Einsätzen in der U-19-Mannschaft.